# George Robledo
George Oliver Robledo (* 14. April 1926 in Iquique; † 1. April 1989 in Viña del Mar) war ein chilenischer Fußballspieler, der viele Jahre seiner Karriere in England verbrachte und mit der chilenischen Fußballnationalmannschaft an der Fußball-Weltmeisterschaft 1950 teilnahm.

## Karriere

### Vereinskarriere
George Robledo, der am 14. April 1926 in Iquique als Sohn eines chilenischen Vaters und einer englischen Mutter geboren wurde, ging im Alter von fünf Jahren mit seinen Eltern nach England. Seine Profilaufbahn begann er 1946 beim FC Barnsley, nachdem er zuvor als Amateur bei Huddersfield Town gespielt hatte. Nach drei Jahren und 105 Spielen für den Verein aus Barnsley in Nordengland wechselte er 1948 für £ 26.500 zu Newcastle United, einem Spitzenverein im englischen Fußball. Mit ihm wechselte gleichzeitig sein zwei Jahre jüngerer Bruder Edward „Ted“ Robledo, später ebenso ein chilenischer Nationalspieler, zur Mannschaft um den Nationalspieler Jackie Milburn. 
In seinen vier Jahren beim Traditionsverein aus Newcastle upon Tyne gewann George Robledo in den Jahren 1951 und 1952 zweimal in Folge den FA Cup. 1951 durch ein 2:0 dank zweier Milburn Treffer im Endspiel gegen den FC Blackpool um Stanley Matthews und Stan Mortensen, und im Jahr darauf durch ein 1:0 über den FC Arsenal. Robledo erzielte hier sechs Minuten vor Spielende das entscheidende Tor. In der Liga lief es für Newcastle United hingegen nicht so gut. In den Jahren, in denen George Robledo bei dem Verein spielte, war die Mannschaft stets nur im Mittelfeld zu finden. In der Saison 1951/52 stellte Newcastle zwar den mit 98 Toren besten Angriff der Liga, wovon 33 von Robledo erzielt wurden – was ihm zur Ehre des First Division Torschützenkönigs gereichte – aber am Ende reichte es dennoch nur zu Platz 8, nachdem der Verein im Vorjahr noch Vierter wurde.
1953 verließ George Robledo zusammen mit seinem Bruder Newcastle United. Beide schlossen sich in der chilenischen Hauptstadt Santiago dem Spitzenverein CSD Colo-Colo an. Bereits in seiner ersten Spielzeit bei Colo-Colo gewann Robledo die nationale Meisterschaft. Im Jahr darauf stand Colo-Colo kurz vor der Titelverteidigung, wurde jedoch nur Zweiter hinter CD Universidad Católica. 1956 wurde er mit Colo-Colo, mittlerweile ohne Bruder Ted, der im Vorjahr nach England zurückkehrte, mit fünf Punkten Vorsprung vor den Santiago Wanderers erneut Meister. 1958 verließ der mittlerweile 32-jährige Robledo Colo-Colo im Streit, was dazu führte, dass er 1959 gesperrt war.
In Rancagua, wo er zwischenzeitlich als Ingenieur bei einer Mine arbeitete, traf er 1959 Gladys Nissim, die er noch im selben Jahr heiratete. 1960 schloss er sich dem örtlichen Erstligisten CD O’Higgins an, beendete aber noch im selben Jahr dort endgültig seine Spielerlaufbahn. Später zog er weiter nach Viña del Mar, wo er an der Saint Peter’s School Verantwortlicher für Sport wurde. In Viña del Mar starb er am 1. April 1989 im Alter von 62 Jahren unerwartet an einem Herzinfarkt. Er hinterließ seine Frau und eine Tochter.

### Nationalmannschaft
In der chilenischen Fußballnationalmannschaft brachte es George Robledo zwischen 1950 und 1957 auf 31 Einsätze, in denen ihm acht Tore gelangen. Mit der Nationalmannschaft seines Heimatlandes nahm er an der Fußball-Weltmeisterschaft 1950 in Brasilien teil. In einem Team mit dem berühmten Torhüter Sergio Livingstone, der lange Zeit Rekordnationalspieler Chiles war, kam das Aus für die Chilenen jedoch bereits nach der Vorrunde, nachdem man gegen Spanien und England verloren und gegen die Vereinigten Staaten gewonnen hatte. Robledo kam dabei in allen drei Spielen seiner Mannschaft zum Einsatz und erzielte ein Tor, und zwar das zur 1:0-Führung gegen die USA in Recife. Mit Chile nach George Robledo an zwei weiteren Großturnieren teil. In den Jahren 1953 und 1955 spielte er zwei Südamerikameisterschaften. Bei dem Turnier 1953 in Peru erreichte Chile Platz vier, zwei Jahre später im eigenen Land kam man bis ins Endspiel, wo man jedoch gegen Argentinien verlor. 1955 zählte Robledo zu den besten Torschützen des Turniers, er traf dreimal. Eine dritte Copa América bestritt er nicht mehr, da er nicht mehr zum ersten Kader von Chile gehörte.